# Curtis Institute of Music
Curtis Institute of Music és un conservatori privat de Filadèlfia que ofereix cursos d'estudis que condueixen a un diploma en interpretació, llicenciat en música, màster en música a l'òpera o certificat d'estudis professionals a l'òpera. Es troba entre els instituts d'educació superior més selectius del món amb una taxa d'admissions entre el 4 i el 5 per cent.

## Historial
L'institut va ser creat el 1924 per Mary Louise Curtis Bok, que el va anomenar en honor del seu pare, Cyrus Curtis, un notable editor nord-americà. Després de consultar amb amics músics, inclosos Josef Hofmann i Leopold Stokowski, sobre la millor manera d'ajudar els joves dotats musicalment, Bok va comprar tres mansions a la Rittenhouse Square de Filadèlfia i les va fer unir i renovar. Va establir una facultat d'artistes escènics destacats i finalment va deixar l'institut amb una dotació de 12 milions de dòlars EUA (177.000.000 de dòlars en termes actuals de dòlars) el 1927. 4444

## Admissió
L'institut va servir antigament com a centre d'entrenament per a músics d'orquestra per ocupar les files de lOrquestra de Filadèlfia, tot i que als compositors, organistes, pianistes, guitarristes i cantants també se'ls ofereix cursos d'estudi.
Tots els alumnes assisteixen amb una beca completa i l'admissió és extremadament competitiva. A excepció dels compositors, directors, pianistes, organistes i guitarristes, només s'admet el nombre d'estudiants que ocupin una sola orquestra i companyia d'òpera. En conseqüència, la matrícula oscil·la entre els 150 i els 175 estudiants. Segons les estadístiques compilades per "US News & World Report", l'institut té la taxa d'acceptació més baixa de qualsevol universitat (4 per cent), cosa que el situa entre les institucions d'educació superior més selectives dels Estats Units.
Nina Simone va afirmar que la seva inscripció va ser rebutjada a causa de la seva carrera, tot i les excel·lents credencials i el rendiment de les audicions. Simone va ser un dels 75 pianistes que va fer una audició el 1951; només es van acceptar tres.

## Administració
- Category:Curtis Institute of Music faculty

Antics directors
Entre els anteriors directors de l'institut s'han inclòs:
- Josef Hofmann (1926–38) - pianista
- Randall Thompson (1938–40) - compositor
- Efrem Zimbalist (1941–68) - violinista
- Rudolf Serkin (1968–76) - pianista
- John de Lancie (1977–85) - principal oboista de l'Orquestra de Filadèlfia durant molts anys
- Gary Graffman (1986-2006) - pianista, continua a la facultat de piano

Administració actual
Roberto Díaz és president i director de l'Institut. Díaz també és antic alumne i membre del professorat de Curtis. Va ser violista principal de l'Orquestra de Filadèlfia del 1996 al 2006 i és membre del Diaz Trio. Paul Bryan va començar el seu mandat com a degà interí el gener de 2013.

## Facultat notable
- Category:Curtis Institute of Music faculty

Eleanor Sokoloff va ser professora de piano a l'institut, que va començar durant els seus estudis el 1936 i va servir fins a la seva mort el 2020.

## Alumnes notables
- Category:Curtis Institute of Music alumni